# Earl of Ellesmere

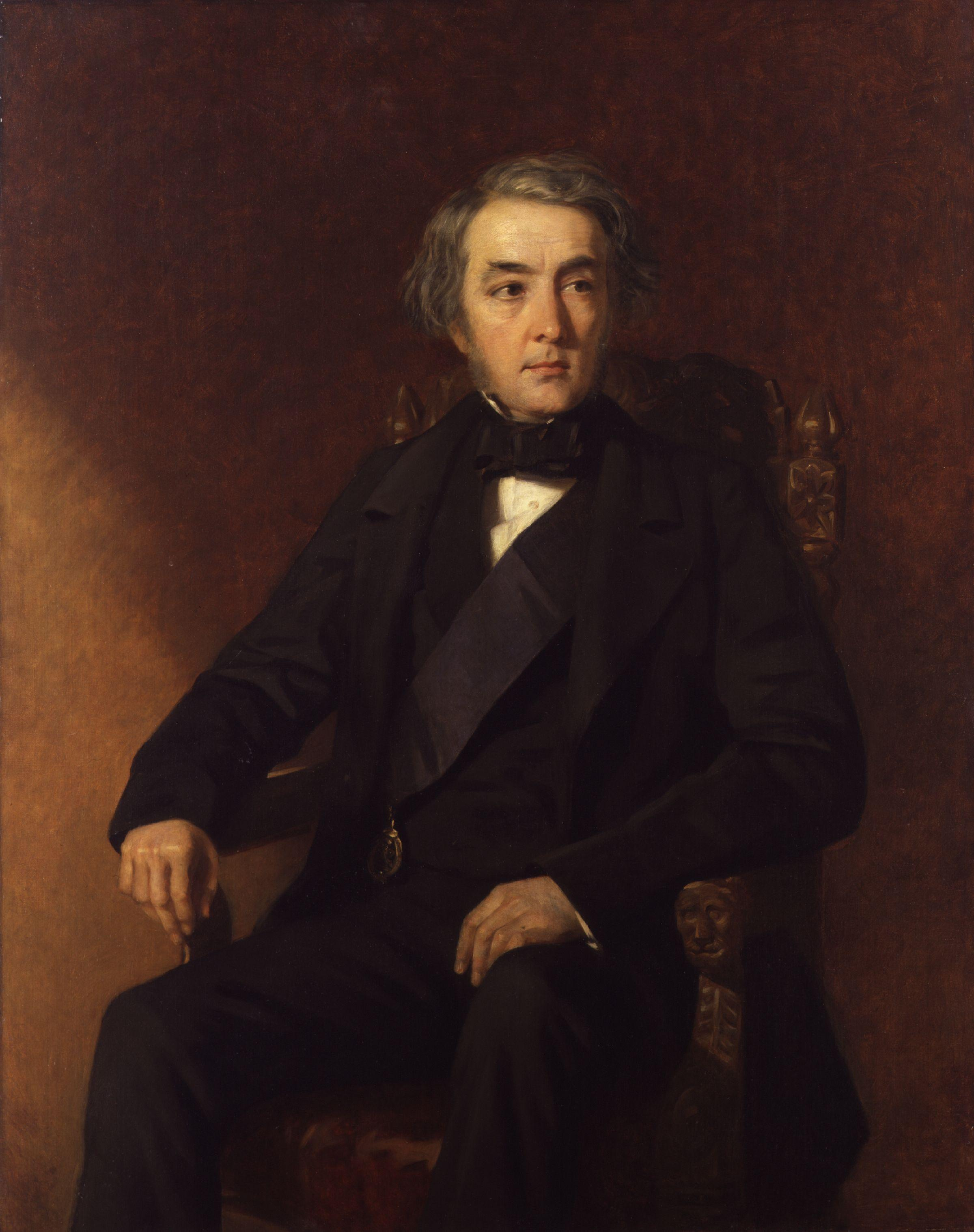
Francis Egerton, 1. Earl of Ellesmere

Wappen der Earl of Ellesmere

Earl of Ellesmere ist ein erblicher britischer Adelstitel in der Peerage of the United Kingdom, der nach der Kleinstadt Ellesmere in Shropshire benannt ist.
Der Titel wurde am 6. Juli 1846 für den Unterhausabgeordneten Lord Francis Egerton geschaffen. Dieser war der jüngste Sohn des George Leveson-Gower, 1. Duke of Sutherland. Zusammen mit der Earlswürde wurde ihm der nachgeordnete Titel Viscount Brackley, of Brackley in the County of Northampton, verliehen.
Sein Ururenkel, der 5. Earl, erbte 1963 auch den Titel 6. Duke of Sutherland. Das Earldom und die Viscountcy sind seither nachgeordnete Titel des jeweiligen Dukes.

## Liste der Earls of Ellesmere (1846)
- Francis Egerton, 1. Earl of Ellesmere (1800–1857)
- George Egerton, 2. Earl of Ellesmere (1823–1862)
- Francis Egerton, 3. Earl of Ellesmere (1847–1914)
- John Egerton, 4. Earl of Ellesmere (1872–1944)
- John Egerton, 6. Duke of Sutherland, 5. Earl of Ellesmere (1915–2000)
- Francis Egerton, 7. Duke of Sutherland, 6. Earl of Ellesmere (* 1940)

Titelerbe (Heir apparent) ist der älteste Sohn des aktuellen Titelinhabers, James Egerton, Marquess of Stafford (* 1975).